# Cyprien Iov
Cyprien, de son nom complet Cyprien Iov (iɞv), né le 12 mai 1989 à Nice, est un vidéaste web, blogueur, acteur, scénariste de films et de bandes dessinées et réalisateur français. Il s'est fait connaître sous le pseudonyme de Monsieur Dream. Il est actuellement le quatrième youtubeur francophone le plus suivi sur la plateforme YouTube.
Il acquiert un succès grandissant avec des vidéos humoristiques puis des courts-métrages, qu'il scénarise et parfois réalise. Parallèlement, il se lance dans la bande dessinée avec Paka sur Roger et ses humains, en tant qu'acteur dans des séries et des longs-métrages ou dans l'écriture d'une saga MP3, L'Épopée temporelle.

## Biographie

### Enfance
Cyprien Iov naît le 12 mai 1989 de parents roumains à Nice et grandit dans le Var dans la commune du Muy,. Sa mère est assistante maternelle et son père représentant pour les prothésistes dentaires. Il a par ailleurs deux frères et une sœur.

### Début sur Internet
En avril 2007, Cyprien commence à poster des vidéos, des tests, des podcasts humoristiques sur son blog via Dailymotion. Il a alors 18 ans. Ses vidéos sont postées sur son blog internet, monsieurdream.com (aujourd'hui cyprien.fr), où il met également des illustrations et des vidéos insolites. Il crée des stickers le représentant qu'il s'amuse à coller partout et à envoyer par La Poste à ses lecteurs[réf. souhaitée]. Il décide ensuite de migrer sur YouTube.
En avril 2008 Cyprien quitte le Sud pour s'installer dans un petit appartement de la capitale et commence à animer Le Rewind sur le site d'information 20minutes.fr. Le Rewind est une chronique internet hebdomadaire sur l'actualité insolite pour laquelle Cyprien écrit les sujets et réalise le montage.

### Passage par la télévision
En août 2010, Cyprien quitte Le Rewind pour commencer une carrière à la télévision. Il prend alors les rênes du 12 Infos de Cyprien, un journal télévisé au ton décalé d'environ 5 minutes,. Accompagné par le podcasteur Maxime Musqua, ils animent l'émission du lundi au vendredi sur NRJ 12. Arrivé à cette case alors que la chaîne rassemblait 100 000 téléspectateurs en juin 2009, il établit un record d'audiences le 13 octobre 2010, en réunissant 277 000 téléspectateurs.
À partir de mai 2011, NRJ 12 lui confie l'animation d'une chronique humoristique intitulée Le mot de la fin de Cyprien dans le cadre des deuxième et troisième saison de l'émission Anges de la télé réalité. L'émission est finalement arrêtée le 9 décembre 2011.
En juillet 2012, Cyprien coécrit un long-métrage avec Norman.

### Diversification sur le web
En avril 2013, sa chaîne compte trois millions d'abonnés. Il fonde en partenariat avec le vidéaste Squeezie une seconde chaîne nommée CyprienGaming, renommée plus tard Bigorneaux & Coquillages, sur laquelle il publie des tests de jeux vidéo et des vidéos de gameplay, technique qui consiste à se filmer en train de jouer à un jeu vidéo tout en le commentant. Ils ont notamment réalisé certaines vidéos avec d'autres Youtubers, comme Norman Thavaud ou Maxime Musqua. Cyprien et Squeezie y publient aussi des courts-métrages, dont INSIDE XBOX ONE et J - Battlefield 4.
Le 2 mai 2013, Cyprien lance sa marque de vêtements qu'il nomme Narmol en référence à une de ses célèbres citations. Les motifs des tee-shirts représentent des dessins réalisés par Cyprien. Le 28 février 2014, il lance une gamme de tee-shirts pour enfants.

### Diversification médiatique
Il apparaît dans la vidéo YouTube Rewind 2014, une vidéo créée par YouTube réunissant les plus grands youtubers de l'année et passe le cap des 10 millions d'abonnés le 3 décembre 2016. Il devient ainsi le premier youtubeur francophone à dépasser ce niveau,.
Le 24 janvier 2015, il réalise son premier court-métrage professionnel, Technophobe, qui se classe la 3e vidéo francophone la plus vue de 2015 sur YouTube hors clips musicaux, avec 16,6 millions de vues en un an,, dépassée de peu par le clip musical de Norman autour du jeu Assassin's Creed Syndicate (avec 17,7 millions de vues en deux mois). Il poursuit le 12 juin 2015 avec Le Hater.
Il participe à la vidéo Imagine Paris, où, avec une trentaine d'autres vidéastes, humoristes et acteurs, il reprend Imagine de John Lennon. Il apparaît dans la vidéo YouTube Rewind 2015, une vidéo créée par YouTube réunissant les plus grands youtubers de l'année.
Le 20 novembre 2015, il publie aux éditions Dupuis, en association avec le dessinateur Paka et la coloriste Marie Ecarlat, sa première bande-dessinée, Roger et ses humains, dont il signe le scénario. Elle aura une suite. L'album monte, dès sa sortie, en tête des ventes sur les sites généralistes comme Amazon,.
Cyprien est par ailleurs co-actionnaire de Talent Web SAS, la régie publicitaire de Mixicom, une société rachetée par Webedia en septembre 2015, procédure à l'issue de laquelle il aurait touché 6,6 millions d'euros.
Le 21 décembre 2016, il sort son premier jeu vidéo, Nope Quiz, disponible sur iOS et Android.
En 2017, la mini-série Presque adultes, de dix épisodes de six minutes, avec Norman Thavaud et Natoo est annoncée, toujours sur TF1, pour juillet 2017. Les trois vidéastes sont les scénaristes de la série.
En mars 2017, il lance avec Squeezie la Web TV LeStream. Le stream de lancement sur Twitch bat le nombre de record de vues pour un stream français, avec plus de 150 000 spectateurs simultanés.
Le vidéaste annonce dans une vidéo publiée le 10 juillet 2017 une saga MP3 de science-fiction, du nom de L'Épopée temporelle, de 10 épisodes. Elle raconte l'histoire d'un homme (interprété par Cyprien), d'une femme et d'un robot travers de voyages dans le temps.
Cyprien a fait savoir que l'indépendance était primordiale. S'il a fait l'expérience d'animation à la télévision, il reproche à ce média le manque d'indépendance. Il est néanmoins représenté par la société Mixicom qui appartient au groupe Webedia.[pertinence contestée]

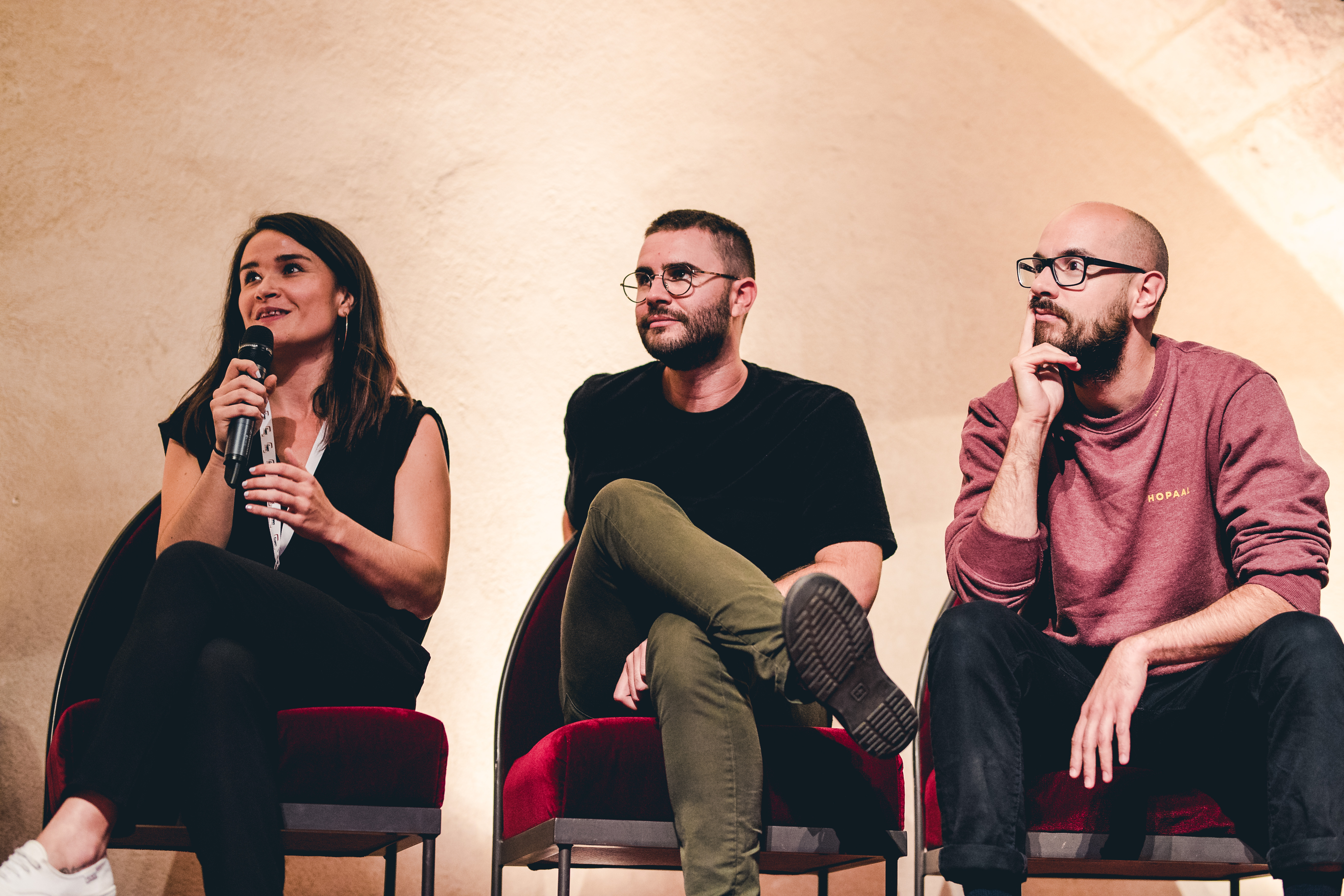
Vanessa Brias, Cyprien Iov et Kyan Khojandi, membres du jury du Frames Festival 2018.

En juin 2019, il lance 301 vues sur LeStream. L'émission est diffusée en direct puis en différé sur les plate-formes de podcasts audio et sur sa chaîne secondaire (en version courte). Il reçoit d'autres personnalités de l'Internet français (réalisateur, comédiens, musiciens...) pour y parler de l'actualité du web. Le titre de l'émission est en référence au compteur de vues de YouTube qui bloquait jusqu'en 2015 aux alentours de 301 vues pour vérifier que les vues n'étaient pas frauduleuses. D'ailleurs, il a parlé de ça dans une vidéo sur sa chaine YouTube.
Le 27 août 2020, il sort un deuxième jeu vidéo mobile intitulé Make More Views (en français Fais plus de vues) où le joueur incarne un personnage qui doit produire des vidéos et se construire une carrière sur internet.

### Vie privée
Cyprien Iov est en couple avec l'entrepreneure Aurélie Dunand depuis 2006. Il est père de deux enfants nés en février 2022 et juillet 2024,.

## Prises de position politiques
Dans le contexte des élections législatives françaises de 2024, Cyprien Iov affiche son soutien à une lettre rédigée par Squeezie publiée sur Instagram, appelant à voter contre le Rassemblement national.

## Croissance sur YouTube
Premier youtubeur français en nombre d'abonnés de 2013 à 2019, il est à partir de 2019 en deuxième position derrière Squeezie. Le 22 janvier 2024, il se fait dépasser par Tibo InShape et obtient désormais la troisième place.
Le 30 juin 2025, sa chaîne YouTube a plus de 14,6 millions d'abonnés et enregistre plus de 3,2 milliards de vues.

### Baisse d'audience sur Youtube en 2020
En février 2021, le magazine Capital note qu'à l'image d'autres vidéastes comme Squeezie ou Norman Thavaud, les vidéos de Cyprien sur Youtube ont connu une importante baisse d'audience en 2020. Bien que Cyprien reste le second Youtubeur français avec 14 millions d’abonnés pour sa chaîne historique et 1,1 million pour sa seconde chaîne, le nombre de vues par vidéo a chuté de 27% entre 2019 et 2020.
Le magazine note également que la stratégie de diversification sur les réseaux sociaux a permis à Cyprien d'engranger 12 millions de vues sur TikTok et 863 000 sur Twitch en 2020, mais qu'il aurait perdu en parallèle 24 millions de vues sur YouTube par rapport à l'année précédente.

## Controverses

### Conflit d'intérêts
En décembre 2014, une enquête par L'Express est publiée sur les affiliations de Cyprien Iov avec des marques. Bien que Cyprien se présente comme un « indépendant » qui n'est pas affilié à des chaînes YouTube, le magazine d'actualité relate que le blogueur est en partenariat avec la société Mixicom, une agence de communication qui se caractérise par la « réalisation de plans médias pour les lancements et sorties de DVD, gros produits », et qui se présente comme un réseau de chaînes YouTube, comprenant les deux chaînes YouTube de Cyprien. Cette régie publicitaire est responsable du lien entre le blogueur et les marques, voire de la production de ses vidéos. Ainsi, plusieurs vidéos de Cyprien ont été payées par des sociétés, et ne comportent aucune mention de partenariat, notamment pour l'entreprise Parrot, le film La Planète des singes : L'Affrontement ou encore le jeu vidéo Les Sims 4. À ce sujet, un responsable de chez Ubisoft précise avoir « fait appel à des Youtubeurs influents », dont Cyprien, pour faire la promotion du jeu Watch Dogs, mais la vidéo en question ne mentionne pas de caractère promotionnel. L'Express rappelle en outre que l'article 20 de la loi pour la confiance dans l'économie numérique encadrant la pratique des billets sponsorisés dispose que toute publicité doit être « clairement identifiable » pour le consommateur, l'auteur pouvant être poursuivi pour pratique commerciale trompeuse.
En 2018, dans le cadre de son activité au CNC en qualité de membre de la commission du « Fonds d’aide aux créateurs vidéo » sur Internet, Cyprien s’est retrouvé en position de conflit d’intérêts. Ce genre de situation au CNC a déjà été critiqué par la Cour des comptes qui a rappelé les dysfonctionnements des instances avec des membres qui sont parfois juges et parties.

## Émissions

### Télévision
- 2010 : 12 infos de Cyprien, NRJ 12
- 2011 : Le mot de la fin de Cyprien dans Les Anges de la téléréalité, NRJ12
- 2015 : L'interview dans Le Fat Show S3ep1, Énorme TV

### Internet
- 2019-2020 : 301 vues, LeStream

## Doublage

### Cinéma
- 2015 : Bob l'éponge, le film : Un héros sort de l'eau : la mouette fayote (doublage)

### Fictions audio
- 2017-2018 : L'Épopée temporelle : Thomas

### Séries animées
- 2018 : Bapt et Gaël et Les Aventures de la couille cosmique : le commentateur (saison 2, épisode 7)
- 2018 : Roger et ses humains : Roger
- 2021 : L'Épopée temporelle : Thomas
- 2022 : Lastman Heroes : John Kapoor
- 2022 : Rick et Morty : Simon et la borne d'arcade (doublage, saison 6, épisode 2).
- 2022 : Flippé, créée par Théo Grosjean, Mothy avec Garance Marillier, Kyan Khojandi[45].

## Filmographie
Sauf indication contraire, les informations mentionnées dans cette section peuvent être confirmées par la base de données cinématographiques IMDb,  présente dans la section « Liens externes ».

### Courts-métrages

#### En tant qu'acteur et scénariste
- 2008 : Super Méga Noël : Père Noël
- 2015 : Technophobe de Théodore Bonnet : Arthur
- 2015 : Le Hater de Théodore Bonnet : Félix
- 2016 : La Cartouche de Théodore Bonnet : Gabi
- 2017 : Le Déménagement des Parasites : Maximilien Faivre
- 2018 : Lunaire de Raphaël Descraques : Dimitri
- 2018 : Dessine-moi un alien de Ludovik : Gaëtan
- 2018 : Fais un vœu de lui-même : Nicolas
- 2019 : Minori de François Descraques : Adrien
- 2021 : Phone Story de lui-même : Guillaume
- 2022 : Fujisan de lui-même : Adrien

#### En tant qu'acteur
- 2015 : Badass de McFly & Carlito (Golden Moustache)
- 2016 : Jojo de FloBer (Golden Moustache) : lui-même
- 2016 : Le Ministère de l'Internet et le CNC de Pierre Jampy, Audrey Pirault et Juliette Tresanini : lui-même
- 2016 : X-Men: Mon pote James McAvoy de Pierre Jampy : lui-même
- 2017 : C'est une pub de quoi ? d'Anis Rhali (Multiprise)
- 2017 : Le Tueur à gage de Kaza et Akim Omiri
- 2018 : Harry Potter de Joueur du Grenier : le portrait de la salle commune
- 2018 : La Science de l'amour de Timothée Hochet
- 2020 : L'Autre moi de lui-même : Jean-Hugues (JH)
- 2022 : Fujisan de lui-même : Adrien

#### En tant que réalisateur et acteur
- 2018 : Fais un vœu
- 2020 : L'Autre moi
- 2021 : Phone Story
- 2022 : Fujisan

#### En tant que producteur et acteur
- 2019 : Minori de François Descraques

### Séries télévisées

#### En tant qu'acteur
- 2012 : Bref.
- 2012 : La Question de la fin : Zinédine Zidane
- 2014 : Le Comité des reprises, épisode All I want for Christmas de Jules Pajot : lui-même
- 2016 : Les Kassos, épisode 47 de la saison 3 Les Chevaliers de l'Horoscope - Burning Max
- 2017 : Presque adultes : lui-même
- 2017 - 2018 : Cocovoit, Comédie+, 2 épisodes : Lui-même ; Léonard)
- 2018 : Roger et ses humains : Roger
- 2018 : Studio Bagel, la collection, épisode 8 Eglandine de FloBer : lui-même
- 2019 : Roman foto de Benoit Blanc et Mathias Girbig (Inernet) : Marcus
- 2019 : Abonne-toi de Guillaume Cremonese (Yes vous aime) : lui-même
- 2020 : True Story : lui-même[46]

#### En tant que scénariste
- 2018 : Roger et ses humains
- 2021 : L'Épopée temporelle

### Fiction audio
En tant que scénariste et acteur
- 2017-2018 : L'Épopée temporelle

### Clip vidéo
- 2018 : À peu près de Pomme

## Théâtre
- 2019 : Roméo et Juliette[47] de McFly & Carlito : Juliette Capulet

## Publications

### Bandes dessinées

#### En tant que scénariste
- Roger et ses humains, dessin de Paka, couleurs de Marie Ecarlat, Dupuis :
  - Tome 1, 20 novembre 2015  (ISBN 978-2-8001-6419-9)
  - Tome 2, 26 octobre 2018  (ISBN 978-2-8001-6729-9)
  - Tome 3, 27 novembre 2020  (ISBN 979-1-0347-4362-9)

## Discographie

### Single
- 2019 : La cour des grands

### Collaborations
- 2012 : J'aime pas Noël sur Faces B (2008 - 2012) de PV Nova

## Distinctions
| Cérémonie          | Année | Travail nommé                                   | Récompense       | Résultat   |
| ------------------ | ----- | ----------------------------------------------- | ---------------- | ---------- |
| Web Comedy Awards, | 2014  | Cyprien - Les Réunions                          | Sketch collectif | Lauréat    |
| Web Comedy Awards, | 2014  | Cyprien - Quand j'étais petit je croyais que... | Vidéo de l'année | Lauréat    |
| Web Comedy Awards, | 2014  | Cyprien - Quand j'étais petit je croyais que... | Sketch solo      | Nomination |
| Web Comedy Awards, | 2014  | Cyprien                                         | Artiste masculin | Nomination |